# Денисовка (приток Чёрной Холуницы)
Денисовка, Даниловка — река в России, протекает в Белохолуницком и Омутнинском районах Кировской области. Устье реки находится в 57 км по левому берегу реки Чёрная Холуница. Длина реки составляет 13 км.
Исток реки в 12 км к западу от посёлка Чёрная Холуница. Река течёт на север и северо-восток по ненаселённому, заболоченному лесному массиву. Верхнее течение лежит в Белохолуницком районе, нижнее в Омутнинском. Впадает в Чёрную Холуницу в 12 км к северо-западу от посёлка Чёрная Холуница.

## Данные водного реестра
По данным государственного водного реестра России относится к Камскому бассейновому округу, водохозяйственный участок реки — Вятка от истока до города Киров, без реки Чепца, речной подбассейн реки — Вятка. Речной бассейн реки — Кама.
Код объекта в государственном водном реестре — 10010300212111100030474.